# Халькогеніди
Халькогені́ди — бінарні сполуки елементів з халькогенами — елементами 6 групи головної підгрупи (S, Se, Te, Po). 
Хоч до халькогенів також відноситься й кисень, утворювані ним оксиди традиційно не розглядаються як халькогеніди.
Халькогеніди елементів головної та побічної підгруп 1 і 2 групи є сполуками з іонно-ковалентним характером зв'язку, халькогеніди d- та f-елементів — з іонно-металічним, а халькогеніди p-елементів мають ковалентно-іонний зв'язок. Велика частина халькогенідів виявляє напівпровідникові властивості.